# Ruilopezia vergarae
Ruilopezia vergarae là một loài thực vật có hoa trong họ Cúc. Loài này được Cuatrec. & López-Fig. miêu tả khoa học đầu tiên năm 1986.